# Вернер фон Шуленбург
Фридрих-Вернер Ердман Матиас Йохан Бернхард Ерих граф фон Шуленбург (на немски: Friedrich-Werner Erdmann Matthias Johann Bernhard Erich Graf von der Schulenburg) е германски дипломат, посланик на Третия райх в Съветския съюз от 1934 година до обявяването на война на 22 юни 1941 година.
Вернер фон Шуленбург произхожда от стар аристократичен немски род, водещ началото си от Вернер фон Шуленбург – рицар-кръстоносец, убит през 1119 година. Изучава държавноправни науки в университетите в Лозана, Мюнхен и Берлин. Доктор на науките по държавноправни науки. Немски вицеконсул и консул в Барселона, Прага, Неапол, Варшава, Тбилиси.
В началото на Първата световна война е командир на артилерийска батарея в битката при Марна, след която е назначен за офицер за свръзка при грузинския доброволчески корпус, воюващ на страната на Османската империя срещу Руската империя на Кавказкия фронт, след което е отново на консулска служба в Ерзурум, Бейрут и Дамаск. След Октомврийската революция съдейства за постигане на грузинска независимост.
След войната е посланик в Персия – Техеран (1922 – 1931) и Румъния – Букурещ (1931 – 1934). В Персия посещава многократно древния Персеполис впечатлен от неговите забележителности.
В качеството си на посланик в Москва се стреми да подобри германо-съветските отношения, споделяйки политиката на Бисмарк. Един от инициаторите за сключването на пакта Рибентроп-Молотов. Според някои данни през май 1941 година прави някои неуспешни опити да избегне сблъсъка между Германия и Съветския съюз.
На Шуленбург се пада нелеката задача да връчи в 4 часа сутринта (московско време, докато часът на самото нападение е 5:15 в Москва и 4:15 на фронтовата линия) на 22 юни 1941 година на Вячеслав Молотов в Народния комисариат на външните работи нотата за обявяване на война от Германия на Съветския съюз, след което напуска страната, а интересите на Райха са поети от 24 юни от посолството на Царство България в Москва.
По време на войната оглавява Руския комитет в Германия. За съпричасност към заговора от 20 юли е арестуван и вкаран в затвора Пльоцензе в Берлин, където на 10 ноември 1944 г. е екзекутиран чрез обесване.